# Давайте потанцуем? (фильм, 1996)
«Давайте потанцуем»  (яп. Shall we ダンス? Sharu wi Dansu?) — японская романтическая кинокомедия режиссёра Масаюки Суо по собственному сценарию с Кодзи Якусё в роли господина Сугиямы и балериной Тамиё Кусакари в роли танцовщицы Май Кусикавы. Название отсылает к песне из мюзикла Ричарда Роджерса и Оскара Хаммерстайна «Король и я».
В Японии фильм вышел в прокат 27 января 1996 года. В американский прокат ленту выпустила компания Miramax. Премьера состоялась 4 июля 1997 года, при этом фильм был сокращён до 118 минут, а некоторые сцены изменены.
В 2004 в США режиссёром Питером Челсомом был снят одноимённый ремейк фильма с Ричардом Гиром и Дженнифер Лопес в главных ролях. В 2006 году другой ремейк, под названием «Давайте потанцуем», был снят в Египте.

## Сюжет
Сёхэй Сугияма (Кодзи Якусё) — бухгалтер, работающий в Токио. У него хорошая зарплата, дом в пригороде, преданная жена и дочь-подросток. Однако, несмотря на налаженную жизнь, Сугияма начинает чувствовать, что в его жизни что-то не так, и впадает в депрессию. Однажды, возвращаясь домой, из вагона токийского метро он случайно замечает в окне танцевальной студии красивую девушку с меланхоличным выражением лица. Чтобы познакомиться поближе, он решается прийти в студию и начать брать у неё уроки бального танца. Однако вместо Май (Тамиё Кусакари) его педагогом становится Тамако Тамура (Рейко Касамура).
Сугияма вынужден скрывать свои занятия как от жены, так и от друзей и коллег, поскольку в соответствии с японскими обычаями занятия западном бальным танцем для преуспевающего человека считаются неприличными. Постепенно он втягивается в занятия. После того, как Май отвергла его ухаживания, Сугияма с удивлением обнаруживает, что его страсть к танцу перевешивает его увлечение ею.

## В ролях
| Актёр          | Роль           |
| -------------- | -------------- |
| Кодзи Якусё    | Сёхэй Сугияма  |
| Тамиё Кусакари | Май Кусикава   |
| Эрико Ватанабэ | Тоёко Такахаси |
| Рейко Касамура | Тамако Тамура  |
| Акира Эмото    | Тору Мива      |

## Награды
- 1997 — 15 номинаций на Премию Японской киноакадемии. Фильм выиграл в 14 из них, уступив лишь в номинации Дебютант года[нем.] (Тамиё Кусакари[англ.]):

- Фильм года
- Лучший режиссёр — Масаюки Суо
- Лучший сценарий — Масаюки Суо
- Лучший оператор — Наоки Каяно
- Лучшая мужская роль — Кодзи Якусё
- Лучшая женская роль — Тамиё Кусакари
- Лучшая мужская роль второго плана — Наото Такэнака
- Лучшая женская роль второго плана — Эрико Ватанабэ
- Лучшая музыка к фильму — Ёсикадзу Суо
- Лучший свет
- Лучший художник
- Лучший звук
- Лучший монтаж — Jun'ichi Kikuchi.

- «Голубая лента» за 1996 год в номинации «Лучший актёр» — Кодзи Якусё.
- 1997 — лучший фильм на иностранном языке 1997 года по версии Национального совета кинокритиков США[5]